# Kathleen Kenyon
Pour les articles homonymes, voir Kenyon.
Kathleen Kenyon, née le 5 janvier 1906 à Londres et morte le 24 août 1978 à Wrexham, est une archéologue et universitaire britannique. Elle est connue pour les fouilles qu'elle a menées à Jéricho qui ont mis au jour les fondations néolithiques de la cité.
Elle est principale de St Hugh's College de 1962 à 1973.

## Biographie
Kathleen Kenyon naît à Londres en 1906, fille aînée du papyrologue, bibliothécaire du British Museum Frederic Kenyon et de son épouse Amy Hunt. Elle fait ses études secondaires à la St Paul's Girls' School, puis au Somerville College d'Oxford, où elle obtient son diplôme d'histoire médiévale en 1928. Durant ses études, elle obtient également un blue (en), distinction sportive universitaire, en hockey, et elle participe aux activités de la société archéologique de l'université.
Elle participe en 1929 à une expédition financée par la British Science Association en Rhodésie, où elle est photographe et assistante de l'archéologue Gertrude Caton-Thompson. Elle participe en 1930 à la fouille de la porte nord-ouest de Verulamium (St Albans) conduite par Mortimer Wheeler et son épouse Tessa Wheeler, puis participe de 1931 à 1934 à l'expédition de John Winter Crowfoot en Samarie. Elle introduit les méthodes stratigraphiques dans la région, connue ultérieurement comme « méthode Wheeler-Kenyon » et largement utilisée en archéologie du Proche-Orient ancien. Elle mène également des fouilles en Angleterre, sur des sites de Leicester et du Shropshire. Elle participe, avec Mortimer Wheeler, à la fondation de l'Institut d'archéologie de l'université de Londres, dont elle est secrétaire de 1935 à 1948, faisant fonction de directrice intérimaire de 1942 à 1946.
Elle est maître de conférences d'archéologie palestinienne à l'Institut d'archéologie de l'université de Londres de 1948 à 1962. La situation politique ne lui permet pas de revenir en Palestine, mais elle fait des fouilles à Sabratha, ville romaine en actuelle Libye de 1948 à 1951. Elle est nommée directrice d'honneur de l'école britannique d'archéologie à Jérusalem. Elle reprend en 1952 à Jéricho, dans la basse vallée du Jourdain, où elle fait d'importantes découvertes d’archéologie biblique et néolithique. Elle publie Archeology in the Holy Land, en 1960, ouvrage dans lequel elle retrace l'histoire de la civilisation ancienne en Palestine. Elle mène des fouilles à Jérusalem, sur la colline de l'Ophel, site de la première cité de 1961 à 1967, au même moment que Roland de Vaux, de l'École biblique et archéologique française.
Elle quitte en 1962 l'Institut d'archéologie de l'université de Londres pour devenir principale de St Hugh's College, fonction où elle succède à Evelyn Procter. Elle prend sa retraite en 1973 et est remplacée par Rachel Trickett.
Kathleen Kenyon reste en lien avec l'archéologie, en prenant la présidence du conseil de l'école d'archéologie britannique à Jérusalem en 1966 et s'investit dans les négociations pour la fondation d'un institut britannique à Amman (British Institute at Amman for Archaeology and History), qui est créé peu après sa mort. L'école d'archéologie britannique à Jérusalem est renommée Kenyon Institute en son honneur en 2001. Les deux centres de Jérusalem et d'Amman deviennent deux pôles du Council for British Research in the Levant en 1998.

## Publications
- (en) « Excavation Methods in Palestine », Palestine Exploration Quatterly,‎ 1939, p. 29-37, Pl. XII-XVI (lire en ligne [PDF])
- (en) Beginning In Archaeology, J,m.dent.&.sons, 1952 (lire en ligne)
- (en) K. Kenyon, Grace Mary Crowfoot et Kathleen Kenyon, Samaria-Sebaste III: The Objects from Samaria, Londres, Palestine Exploration Fund, 1957, 478 p.
- (en) Archaeology in the Holy Land, Londres, E. Benn, 1960
- (en) Excavations at Jericho (5 vol.), Londres, British School of Archaeology, 1965 (réimpr. Council for British Archaelogy 1983)
- (en) Royal Cities of the Old Testament, Londres, Barrie & Jenkins, 1971
- (en) Digging up Jerusalem, Benn, coll. « Archaeological books », 1974 (ISBN 978-0-510-03315-6 et 978-0-510-03316-3)